# Восточные славяне
Восто́чные славя́не — культурно-языковая, этноисторическая общность славян, говорящих на восточнославянских языках. Обладает языковыми и этнографическими особенностями, отличающими её из остального славянского мира.

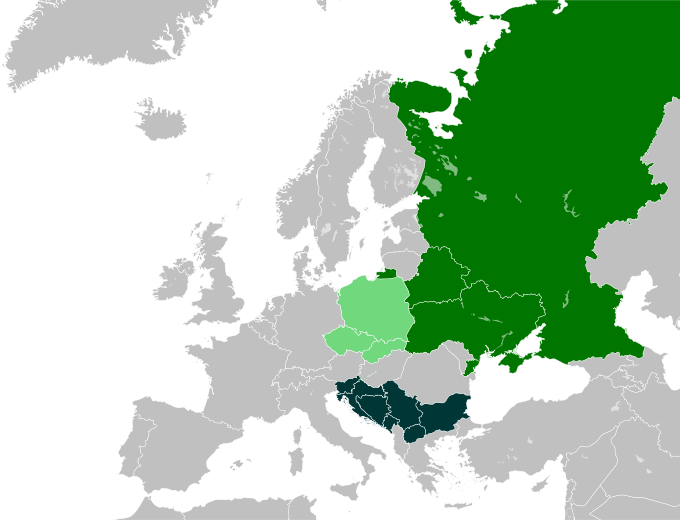
Территории современных государств Европы, где проживает значительное число славян:
Западнославянские народы
Восточнославянские народы
Южнославянские народы

Восточные славяне являются не географическим, а этноисторическим понятием. Считается, что история восточного славянства начинается с периода, когда из общеславянского (праславянского) языка начал выделяться самостоятельный восточнославянский язык — по лингвистическим данным в VII—VIII веках. Восточнославянские племена, которые, по мнению большинства учёных, успели слиться в единую народность, составили основное население Киевской Руси. В результате последующего политического расслоения восточных славян, к XVII веку сформировались (в порядке убывания численности) три народа: русский, украинский, белорусский. Иногда в четвёртый восточнославянский этнос выделяются русины. Некоторыми ранними исследователями также употреблялось обозначение русские славяне.

## История

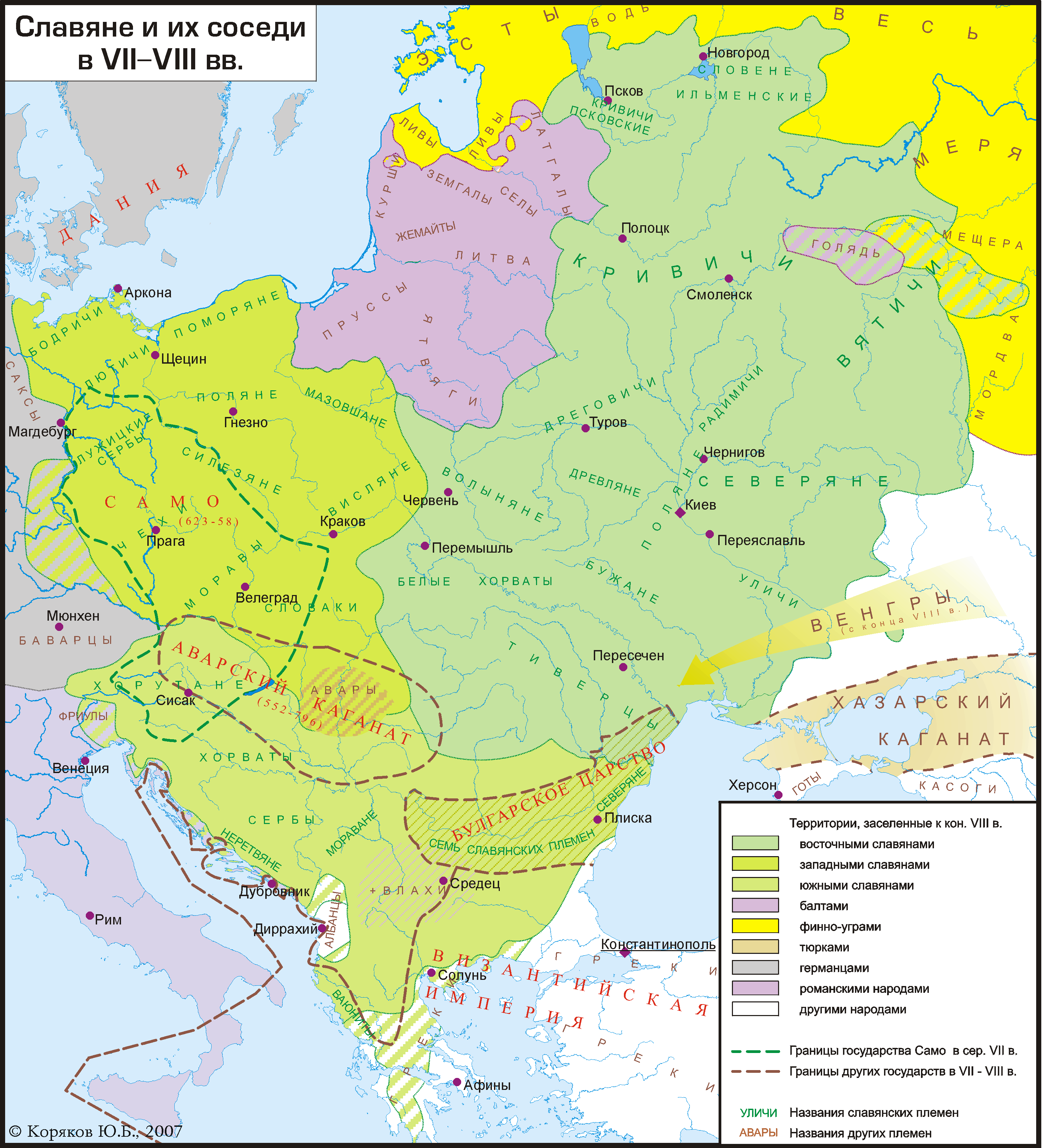
Карта расселения славян в VII—VIII веках. Восточные славяне обозначены тёмно-зеленым цветом

### Этногенез
Вопрос прародины славян остаётся дискуссионным (см. Этногенез славян). Предположительно, перед началом Великого переселения народов славяне входили в состав населения пшеворской культуры. На западе славяне граничили с германским и кельтским племенным миром, на востоке с миром балтийских и финно-угорских племён, на юге и юго-востоке с сарматами. Некоторые исследователи полагают, что в эту эпоху ещё существовал непрерывный балто-славянский континуум, то есть эти народы ещё не вполне разделились. В то же время, в период экспансии кривичей в Смоленском Поднепровье, ранее существовавшая в этом регионе тушемлинская культура, об этнической принадлежности которой археологи разделились во взглядах, была заменена чисто славянской археологической культурой, а тушемлинские городища были уничтожены, так как славяне в этот период в городах ещё не жили.
В первом тысячелетии славяне вступали в контакт с другими этническими группами, перемещавшимися по Восточноевропейской равнине в период великого переселения народов. Между I и IX веками степи Северного Причерноморья («Дикое поле») в западном направлении пересекали сарматы, готы, кочевые гунны, аланы, авары, булгары и мадьяры.
Вообще, в эпоху славянской экспансии, в VII—VIII вв., в Восточной Европе появилось много городищ, тогда ещё не заселённых славянами. Та же тушемлинская культура создала тип городищ-убежищ, которые не имели постоянного населения и служили лишь укрытием, детинцем, для защиты от нападений. Города финно-угорских племён меря и весь, Ростов и Белоозеро, служили им как политические центры, место пребывания вождей и сбора ополчения. Старая Ладога появилась, по-видимому, как укреплённый опорный пункт скандинавов и с самого начала была крепостью. Старая Ладога, Новгород и Белоозеро были главными опорными пунктами для Рюрика и его дружины в период призвания варягов.

### Миграция
Причины экспансии славян в Европе обсуждаются исследователями в рамках гипотез. Среди версий наиболее часто озвучиваются демографический взрыв, вызванный потеплением климата или появлением новой техники земледелия, а также Великое переселение народов, которое кардинально изменило этнополитическую ситуацию в центральной Европе в первые века нашей эры в ходе вторжений германцев, сарматов, гуннов, авар, булгар и самих славян
В V—VII веках славянские земледельцы, пчеловоды, охотники, рыбаки и пастухи широко распространились по Восточноевропейской равнине и к VIII веку стали доминировать в данном регионе. Их многочисленные племена географически разделились на южных, западных и восточных, которых ждали разные исторические судьбы.
Восточные славяне двумя потоками наводнили Восточную Европу. Одна группа племён расселилась в бассейне Днепра на территории современной Украины. Затем она распространилась на север к верховьям Волги, к востоку от современной Москвы, и на запад к долинам северного Днестра и Южного Буга по территориям современных Молдавии и южной Украины.
Другая группа восточных славян переселилась из Померании на северо-восток, где столкнулась с варягами. Здесь они и основали важный региональный центр Великий Новгород. Та же группа славян впоследствии населила территории современной Тверской области и Белоозера, достигнув ареала народа меря возле Ростова.
В VIII и IX вв. южное ответвление восточных славянских племён платили дань хазарам, позже перешли под влияние варягов.
Данные советской археологической науки зафиксировали момент оформления в IX столетии на территории восточных славян трёх центров: на северо-западе (псковские кривичи, словене, весь), в землях вятичей и северян, в среднем Поднепровье (земли полян).

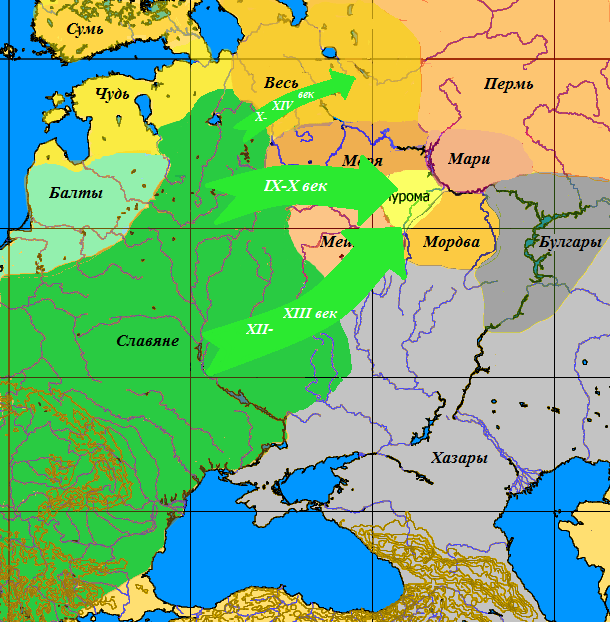
Славянское расселение на северо-восток

К XII веку территория Древнерусского государства из конгломерата славянских и неславянских племён, в разное время подчинённых династией Рюриковичей, превратилась в пространство этнически относительно однородное. Дальнейшие миграции сложившегося в эту эпоху древнерусского народа по-прежнему были преимущественно направлены на северо-восток, где редкое финно-угорское население не могло оказать этому процессу существенного сопротивления. К концу домонгольского периода новгородцы и жители Владимиро-Суздальского княжества освоили Заволочье, славянское население которого быстро прибывало после того, как южно-русские княжества оказались под ударом монголо-татар. К концу монголо-татарского ига русские города Нижний Новгород, Хлынов, Чердынь и Соликамск обосновались на Волге, Вятке и в бассейне Камы.
Вследствие политического разделения древнерусской народности после монголо-татарского нашествия, она разделилась и в этническом отношении на русский, украинский и белорусский народы. Миграции их продолжались и далее, вплоть до XX века. В XVI—XVII веках русские заселили среднее и нижнее Поволжье, бассейн Дона, освоили Средний и Южный Урал и Сибирь, подчиняя и частично ассимилируя местное население. К XVIII в. русские и украинцы вытеснили в Крым татарское население Северного Причерноморья, заселили бассейны рек Кубань и Яик, к XIX веку проникли в Прибалтику, Финляндию, на Кавказ, в Среднюю Азию, на Аляску и в Калифорнию.
В XX веке массовая эмиграция из постреволюционной России в 1917—1928 годах, из СССР и постсоветской России привела к образованию значительных общин восточнославянского населения в Западной Европе и Америке, а также концентрации их (в основном русских) в некоторых других странах.

### Образ жизни в раннем Средневековье

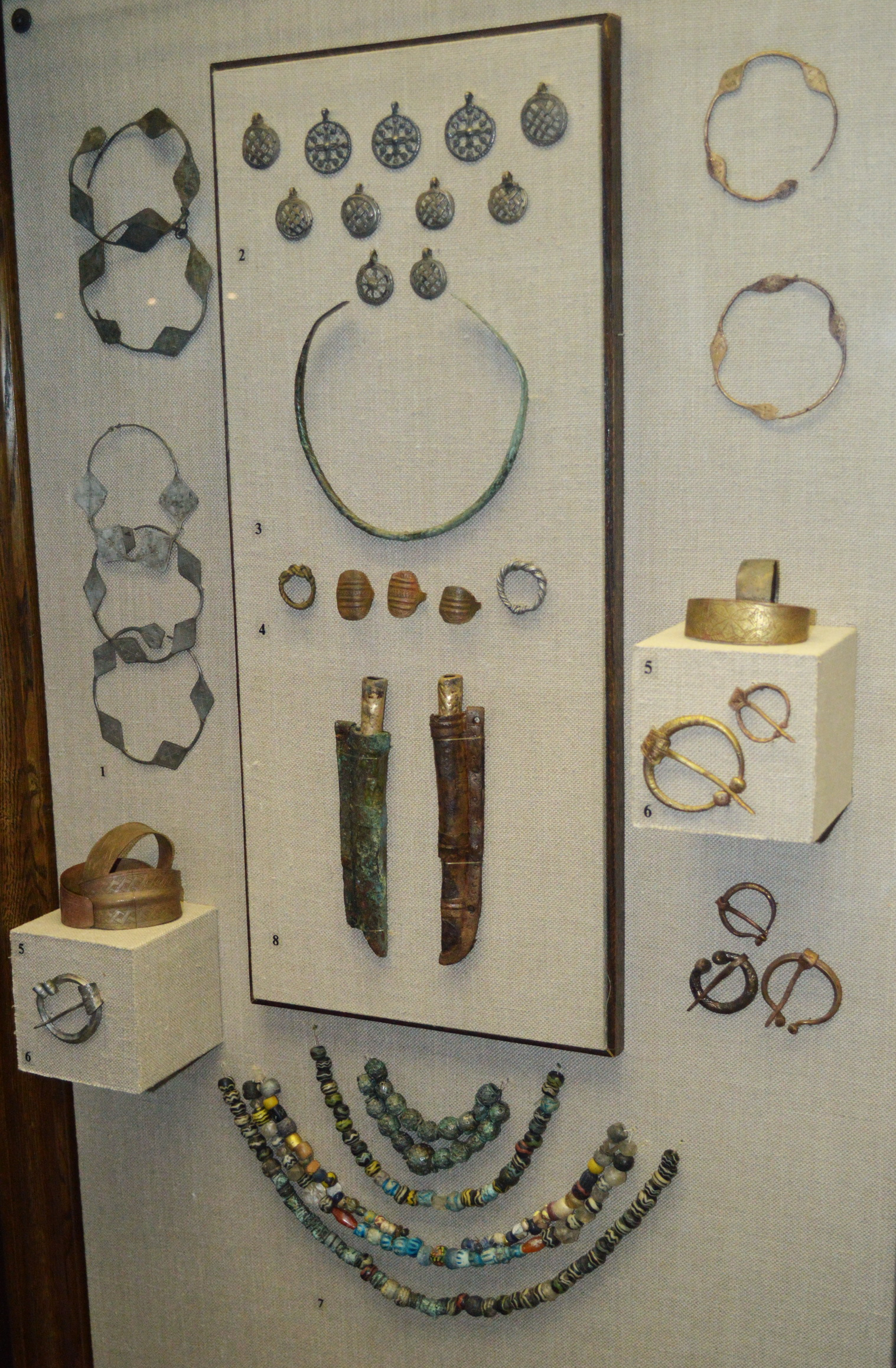
Украшения ильменских словен, Новгород

По данным археологии, к раннеславянским относят пражскую, корчакскую, пеньковскую, колочинскую и киевскую культуры, самая ранняя из которых, киевская, со II—III веков н. э. являлась северным соседом более развитой и полиэтничной черняховской культуры, ассоциируемой с государством Германариха. Редкие, немногочисленные и недолговременные поселения славян были расположены «в необычных топографических условиях: в местах низких, зачастую ныне затопляемых во время половодий». Материальная культура славян раннего Средневековья была чрезвычайно непритязательной даже для той сравнительно примитивной эпохи. Славяне жили в небольших квадратных полуземлянках из брёвен с печами-каменками, объединённых в селища, то есть поселения не были укреплёнными и пригодными для обороны. При приближении неприятеля славяне, по-видимому, просто скрывались в лесах и водоёмах своей страны, оставляя на разграбление свои небогатые дома. Керамика была ограничена горшками грубой лепной работы, металлических изделий было мало, и их практически никогда не клали в могилы.
Такое описание раннеславянской культуры в соответствии с данными археологии хорошо совпадает с письменными источниками того времени, суммированными Гиббоном (XVIII в.) и другими авторами: «…хижины строились или, вернее, скрывались в глубине лесов, на берегах рек и болот, и мы сделаем им честь, если сравним их с постройками бобров; подобно этим последним, они имели по два выхода — один на сушу, а другой в воду, для того, чтобы облегчить бегство их диких обитателей… Своим грубым довольством славяне были обязаны не столько своему трудолюбию, сколько плодородию почвы, а поля, которые они засевали пшеницей и птичьим просом, доставляли им, вместо хлеба, грубую и менее питательную пищу» (то есть кашу). Редкое и скрытное расселение, защищавшее их лучше всяких городских стен, славяне в эту эпоху сочетали с партизанской тактикой и стратегией боевых действий. «Они сражались пешими и почти нагими и не носили никаких оборонительных доспехов, кроме тяжёлого щита; оружием для нападения служили для них лук, колчан с маленькими отравленными стрелами и длинная верёвка, которую они ловко закидывали издали и затягивали на неприятеле в петлю. В сражениях пехота славян была страшна быстротою своих движений, своей ловкостью и смелостью: они плавали, ныряли и могли долго оставаться под водой при помощи выдолбленных тростниковых трубочек, сквозь которые вдыхали в себя воздух, так что нередко устраивали засады в реках и озёрах». Возможно, именно такая стратегия войны и рассредоточения своего населения среди лесов и водоёмов оказалась наиболее успешной в эпоху Великого переселения народов и создала для славян преимущества, обеспечившие их широкую экспансию в Центральной и Восточной Европе.
К V в. на месте киевской культуры и в других регионах к северу, востоку, западу и югу от неё возникает целый ряд родственных культур, таких как корчакская, колочинская и др. Славяне, оказавшиеся в результате миграций IV—V вв. в бассейнах озёр Чудское и Ильмень, сформировали культуру псковских длинных курганов. Эта культура находилась под сильным влиянием автохтонных угро-финских и балтских народов, от которых переняла специфический погребальный обряд и некоторые особенности керамики, но в целом образ жизни славян изменился мало.
Предки псковских кривичей, с которыми ассоциируют культуру псковских длинных курганов, занимались в V—VIII вв. подсечно-огневым земледелием, их практически квадратные бревенчатые полуземлянки с печами-каменками все также могли находиться у берега реки, хотя для могильников уже выбирали высокие места, природные холмы или искусственные курганы, расположенные преимущественно в отдалении от рек и озёр. Аналогичного образа жизни на первом этапе своего расселения в этом же регионе (не ранее VIII в.) придерживались славяне, принадлежавшие к культуре новгородских сопок, которых считают предками ильменских словен. Они занимались пашенным земледелием, разводили овец, крупный рогатый скот и лошадей. Две славянские культуры в бассейне озера Ильмень в течение длительного времени существовали чересполосно, сближаясь медленно, что и было зафиксировано первым русским летописцем. Окончательный переход псковских кривичей на образ жизни, присущий ильменским словенам, произошёл лишь к X—XI вв.
Среди восточных славян укреплённые города раньше всего, по-видимому, появились у ильменских словен в V веке (исходя из археологических данных в городке на Маяте). Первые городища у полян и северян возникли в регионе Киева и Чернигова уже к VII—VIII в., что говорит о, по меньшей мере, частичном отказе от прежней стратегии рассеянного и скрытного проживания среди лесов. Об этом же говорит и тот факт, что в VIII—IX вв. во всех других восточнославянских землях существовало не более двух десятков городов, в то время как только на Левобережье Днепра их было около сотни. Основание главного славянского города этого региона, Новгорода, летописец относит к 862 г. В эту же эпоху городища появляются и на территориях прочих восточнославянских племён (см. Древнерусские города). Так, северяне, проживавшие на территории современных Воронежской, Белгородской и Курской областей, наряду с селищами в IX—X вв. строили укреплённые поселения, преимущественно у слияния крупных рек (см. Роменско-борщёвская культура). В X веке появилась крепость неподалёку от возникшего позже города Смоленска (Гнёздовский археологический комплекс).
Несколько особняком стоят ранние славянские городища, создание которых приписывают племенным союзам дулебов и антов. Археологически они представлены соответственно Пражско-корчакской и Пеньковской культурами. Целый ряд таких городищ пражско-корчакской (Зимино, Лежница, Хотомель, Бабка, Хильчицы, Тушемль) и пеньковской (Селиште, Пастырское) культур существовал в VI—VII вв. на обширной территории от границ современных Польши и Румынии до Днепра. Пражско-корчакские городища представляли собой окружённый деревянной стеной участок с одним зданием, составлявшим часть общей стены городища. В них не было земледельческих орудий, и городища, по-видимому, сооружали для сбора и размещения военного отряда. Пеньковские городища могли иметь внутри стен до двух десятков сооружений и были крупными для своего времени торгово-ремесленными и административными центрами. Центр территории, контролируемой дулебами (Зимино, Лежница) находился в бассейне Западного Буга; географический центр пеньковской культуры приходится на Поднепровье, но главная крепость антов (Селиште) была расположена в западной части этого ареала, близ границ Византии (в современной Молдавии). Раннеславянские городища были разрушены аварами в VII веке, после чего не строились до X века.

### Формирование политических объединений
Как наиболее ранний из известных славянских объединений можно привести в пример Антский союз — политическое и военно-племенное славянское или западнобалтское объединение, состоявшее из племён антов и существовавшее с IV до начала VII века (602 год).
Сохранились сведения о войнах в IV веке славян с готами. Великое переселение народов со 2-й половины IV века привело к глобальным миграциям этнических групп. Славянские племена на юге, подчинённые ранее готами, покорились гуннам и, вероятно, под их протекторатом, начали расширять область своего обитания к границам Византийской империи на юге и германским землям на западе, вытесняя готов в Крым и Византию.
В начале VI века славяне стали совершать регулярные набеги на Византию, в результате чего о них заговорили византийские и римские авторы (Прокопий Кесарийский, Иордан). В эту эпоху у них уже существовали крупные межплеменные союзы, которые формировались преимущественно по территориальному признаку и были чем-то большим нежели обычное родоплеменное сообщество. У антов и карпатских славян впервые возникли укреплённые городища и другие признаки политического контроля над территорией. Известно, что авары, которые сначала покорили причерноморские (антов) и западнославянские племена, долго не могли разрушить некий союз «склавинов» с центром в Закарпатье, а их вожди не только вели себя гордо и независимо, но даже казнили за дерзость посла аварского кагана Баяна. Вождь антов Мезамир также был убит во время посольства к аварам за дерзость, проявленную перед лицом кагана.
Основаниями для славянской гордости были, очевидно, не только полный контроль над своей и прилегающими также славянскими территориями, но и их регулярные, опустошительные и преимущественно безнаказанные набеги на задунайские провинции Византийской империи, в результате которых карпатские хорваты и другие племена, по-видимому, входившие в союз антов, частично или полностью переселились за Дунай, обособившись в ветвь южных славян. Дулебы также расширили пределы контролируемых ими территорий на запад до современной Чехии и на восток — до Днепра. В конце концов авары подчинили и антов, и дулебов, после чего вынудили воевать с Византией в своих интересах. Их племенные союзы распались, об антах с VII века больше не упоминалось, а от дулебов, по предположению некоторых современных историков, отделилось несколько других славянских союзов, в том числе поляне.
Позднее часть восточнославянских племён (поляне, северяне, радимичи и вятичи) платили дань хазарам. В 737 году арабский полководец Марван ибн Мухаммед в ходе победоносной войны с Хазарией дошёл до некой «славянской реки» (очевидно, Дона) и захватил в плен 20 000 семей местных жителей, среди которых были славяне. Пленники были угнаны в Кахетию, там они подняли восстание и были перебиты.
«Повесть временных лет» перечисляет двенадцать восточнославянских племенных союзов, которые к IX веку существовали на обширной территории между Балтийским и Чёрным морями. Среди этих племенных союзов указаны поляне, древляне, дреговичи, радимичи, вятичи, кривичи, ильменские словене, дулебы (позднее известные как волыняне и бужане), белые хорваты, северяне, уличи, тиверцы.

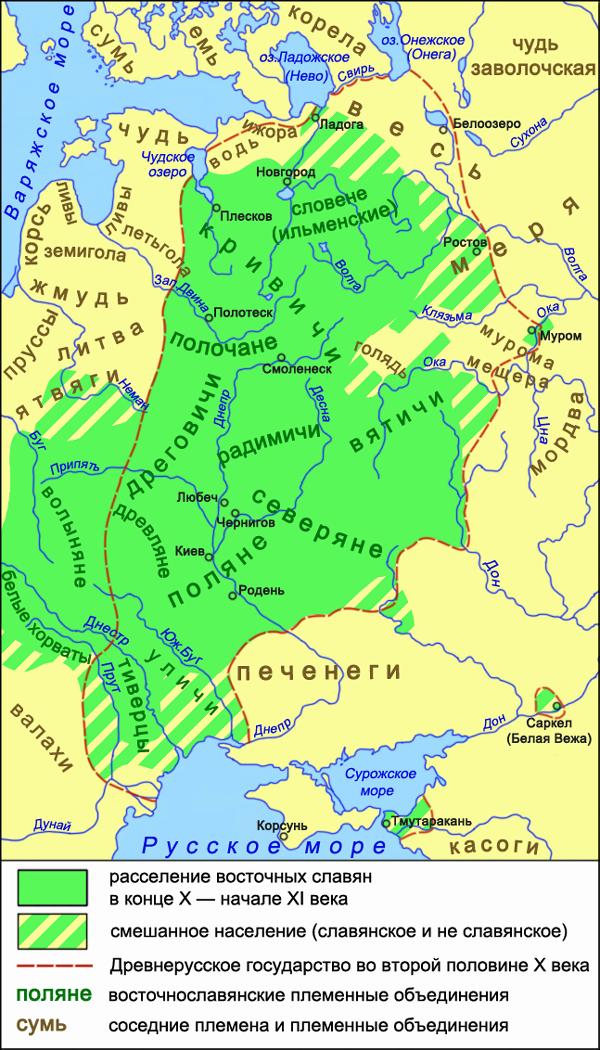
Племенные объединения восточных славян в конце X — начале XI века

В VIII веке с началом эпохи викингов в Восточную Европу начали проникать варяги. К середине IX в. они обложили данью не только Прибалтику, первой подвергшуюся регулярным нашествиям, но и многие территории между Балтийским и Чёрным морями. В 862 году, согласно летописной хронологии ПВЛ, предводитель руси Рюрик был призван на княжение одновременно чудью (финно-угорскими народами, населявшими Эстонию и Финляндию), весью и обоими славянскими племенами, обитавшими с ними по соседству: псковскими кривичами и ильменскими словенами. Рюрик обосновался среди славянских сёл в крепости, близ которой позже возник Великий Новгород. Его легендарные братья получили княжения в племенном центре веси Белоозере и центре кривичей Изборске. К концу своей жизни Рюрик расширил владения своего рода до Полоцка, Мурома и Ростова, а его преемник Олег к 882 году захватил Смоленск и Киев. Титульным этносом нового государства сделался не какой-либо из славянских или угро-финских народов, а русь, варяжское племя, об этнической принадлежности которого идут споры. Русь выделялась как отдельный этнос ещё при ближайших преемниках Рюрика, князьях Олеге и Игоре, и постепенно растворилась в славянском народе при Святославе и Владимире Святом, оставив своё имя восточным славянам, которым они теперь отличались от западных и южных (подробнее см. статью Русь). Одновременно Святослав и Владимир завершили объединение восточных славян в своём государстве, присоединив к нему земли древлян, вятичей, радимичей, Туров и область Червенской Руси.
Помимо восточнославянских племён, по территории современных России, Украины и Беларуси также расселились и другие племена — такие как меря вокруг Ростова и на озере Клещинском или Переславском, мурома на Оке, мещёра, мордва на юго-восток от мери, ливь в Ливонии, чудь в Эстонии и на восток к Ладожскому озеру, нарова на Нарве, ямь или емь в Финляндии, весь на Белоозере, пермь в Пермской губернии, югра на Оби и Сосве и печора на реке Печора. Некоторые из вышеперечисленных племён уже исчезли, однако некоторые существуют и по сей день. Эти племена оказали большое влияние на развитие современных восточнославянских стран, смешав с ними свои обычаи и свою культуру.

## Восточнославянские племена

Славянские племена, VII—IX века

- Белые хорваты — окрестности города Перемышль на реке Сан
- Бужане, или дулебы (с X в. — волыняне) — бассейн верхнего течения Западного Буга
- Вятичи — верхняя и средняя Ока и её притоки
- Древляне — Украинское Полесье (гл. образом в Житомирской и запад Киевской области)
- Дреговичи — район Гомельской, Брестской и Минской областей Белоруссии
- Ильменские словене — бассейн озера Ильмень и верхнее течение Мологи
- Кривичи — территория нынешних Витебской, Могилёвской, Псковской, Тверской и Смоленской областей, а также восточной Латвии
- Поляне — среднее течение Днепра, на его правом берегу
- Радимичи — междуречье верхнего Днепра и Десны по течению Сожа и его притоков
- Северяне — территория современных Черниговской и Сумской областей Украины, а также Курской и Белгородской областей России
- Тиверцы — междуречье Днестра и Прута, а также Дуная, в том числе у Буджакского побережья Чёрного моря на территории современных Молдавии и Украины
- Уличи — земли вдоль нижнего течения Днепра, Южного Буга и побережья Чёрного моря

## Религия восточных славян
У восточных славян длительное время бытовал семейно-родовой культ в виде почитания предков, связанный с погребальным культом. Прочно удерживались верования, касающиеся отношения умерших к живым. Все умершие делились на две категории: «чистых» покойников — умерших естественной смертью («родители»); и на «нечистых» — умерших насильственной или преждевременной смертью (после принятия христианства к ним относились и дети, умершие некрещёными) и колдуны. Первых обычно почитали, а вторых («мертвяков» — отсюда происходят много суеверий, связанных с умершими) боялись и старались обезвредить:
- Почитание «родителей» — это семейный, а раньше (родовой) культ предков. С ним связаны многие календарные праздники — Масленица (отсюда и родительская суббота), Радуница, Семик и другие[39]. Отсюда, возможно, появился и образ Чура (Щура); восклицания, такие как «Чур меня», «Чур это моё», могли обозначать заклинание, призывающее Чура на помощь. Из культа предков происходит и вера в домового (домовик, доможил, хозяин и пр.).
- «Нечистые мертвецы». Часто это были люди, которых боялись при жизни и не переставали бояться после их смерти. Интересен обряд «обезвреживания» такого мертвеца во время засухи, которую им часто приписывали. Выкапывали могилу мертвеца и бросали его в болото (иногда заливали водой), возможно, именно отсюда происходит название «навий» (мертвец, умерший), а также «навка» — русалка[40].

Более сложен вопрос о богах и божествах восточных славян.
Самыми древними являлись Перун, Велес и Мокошь.
Многие исследователи согласны, что потом Перун стал княжеским богом, но почитался ли крестьянами, неизвестно. Считается, что после принятия христианства в 988 году образ Перуна стал связываться с Ильёй-пророком. Велес, «скотий бог», мог быть покровителем скотоводства, так и земледелия, а Мокошь — покровительницей женских работ, прядения и ткачества.
В 980-е годы князем Владимиром была проведена языческая реформа с целью внутреннего укрепления государства через объединение местных племенных культов. Князь выделил единый пантеон языческих богов во главе с Перуном.
«И нача княжити Володимер въ Киеве един, и постави кумиры на холму вне двора теремнаго: Перуна древяна, а главу его сребрену, а ус злат, и Хърса, Дажьбога, и Стрибога и Симаргла, и Мокошь. И жряху им, наричюще я богы, и провожаху сыны своя и дъщери, и жряху бесом, и оскверняху землю требами своими. И осквернися кровьми земля Руска и холмо-ть»
Из других богов, которые упоминаются в летописях и некоторых других источниках, можно назвать ряд — Сварог, Даждьбог, Хорс (солнечные божества), Род и рожаницы, — этимология и происхождение которых неясны.
В литературе упоминаются иногда другие божества и боги, но часть из них не может считаться богами в строгом смысле этого слова (См. Умирающий и воскресающий бог: третий этап — начало обожествления духа зерна, ему даётся имя, но упоминается он лишь при праздновании того или иного ритуала) — Ярило, Кострома, Кострубонько и др.
Другие божества и боги являются «плодом ошибок и фантазии» (В. Н. Топоров) — Лада-Ладо, Лель, Полель, Похвист и пр. Многие фольклористы, лингвисты и этнографы даже употребляют термин — «кабинетная мифология».
Из низшей мифологии можно выделить лешего — враждебная человеку сила, олицетворявшая лес и таившуюся в ней опасность; водяного — страх перед водой, полудницу — полевой дух в образе женщины в белом, который является во время полуденного жара к работающим в поле, так как обычай требует сделать перерыв.
Спорным был вопрос о русалках. Многие считали русалку то олицетворением воды, то духом утопленницы. Неясным оставалась и этимология самого слова. Сегодня можно считать доказанным латинское происхождение названия праздника Русалий, от которого произошло слово «русалка», а образ возник из слияния как водяных духов, берегинь, водяниц и пр.

## Генетика
По данным Y-хромосомы, мтДНК и аутосомному маркеру CCR5de132 генофонд восточных и западных славян (словаков и чехов) практически идентичен на всём протяжении расселения с запада на восток, что согласуется и с лингвистической близостью славянских языков, демонстрируя значительные отличия от соседних финно-угорских, тюркских и северокавказских народов. Вместе они составляют основу «восточноевропейского» генетического кластера, в который входят также иноязычные венгры и аромуны. Исключением являются только поляки и северные русские, которые относятся к другому, «североевропейскому» генетическому кластеру вместе с балтами, германскими и прибалтийско-финскими народами. При этом северные русские ближе к балтам, чем к западным финским этносам.